# Grad Bodiam
Grad Bodiam je grad iz 14. stoletja z obrambnim jarkom blizu Robertsbridgea v vzhodnem Sussexu v Angliji. Zgrajen je bil leta 1385 po nalogu sira Edwarda Dalyngriggea, nekdanjega viteza Edvarda III., z dovoljenjem Riharda II. domnevno zaradi branjenja območja pred francoskim vdorom med  stoletno vojno. Od štirioglatega tlorisa grad Bodiam nima bivalno-obrambnega stolpa (keep), različni prostori so bili zgrajeni okoli zunanjega obzidja in notranjega dvorišča. Njegovi vogali in vhod so utrjeni s stolpi in prsobrani. Njegove strukture, podrobnosti in stanje v umetnem jezeru kažejo, da je bil položaj pomemben vidik zasnove gradu in tudi obrambe. To je bil dom družine Dalyngrigge in središče posesti Bodiam.
Grad Bodiam je bil več generacij v posesti družine Dalyngrigge, dokler njihova linija ni izumrla in je grad s poroko prešel v družino Lewknor. V vojni rož je sir Thomas Lewknor podprl Lancastre in ko je Rihard III. iz  družine York  leta 1483 postal kralj, je grad oblegal. Domneva se, da je bil Bodiam predan brez večjega odpora. Grad je bil zaplenjen, a je bil vrnjen družini Lewknor, ko je leta 1485 postal kralj Henrik VII. iz družine Lancaster. Potomci so imeli v lasti grad vsaj do 16. stoletja.
Na začetku angleške državljanske vojne leta 1641 je bil grad Bodiam v lasti lorda Thaneta. Podprl je rojaliste in prodal grad, da bi plačal globo, ki so jo zahtevali parlamentarci. Grad je bil nato zapuščen in je ostal slikovita ruševina, dokler ga ni kupil John Fuller leta 1829. Pod njegovim okriljem je bil grad  pred prodajo Georgeu Cubittu, 1. baronu Ashcombskemu, in kasneje lordu Curzonu delno obnovljen. Oba sta se zavezala za nadaljnjo prenovo. Grad je zaščiten kot stavba I. razreda in kot spomenik. Od leta 1925 je v lasti National Trusta, saj ga je lord Curzon podaril ob svoji smrti in je odprt za javnost.

## Ozadje
Edward Dalyngrigge je bil mlajši sin in s tem prikrajšan za očetovo posest po pravilu primogeniture, zato je moral narediti svojo kariero. Do leta 1378 je s poroko pridobil v last dvorec Bodiam in pripadajoča zemljišča. Od 1379 do 1388 je bil Dalyngrigge vitez grofije Sussex in eden najvplivnejših ljudi v okrožju. Ko je zaprosil kralja za dovoljenje za gradnjo gradu, je stoletna vojna med Anglijo in Francijo trajala že skoraj 50 let. Edvard III. (vladal je od 1327 do 1377) je stopnjeval svoj zahtevek za francoski prestol in zavarovanje ozemlja  Akvitanije in Calaisa. Dalyngrigge je bil eden številnih Angležev, ki so potovali v Francijo, da bi poiskali svojo srečo kot člani free company – skupine plačancev, ki so se borili za najboljšega ponudnika. Leta 1367 je odšel v Francijo in potoval z Lionelom, vojvodom iz Clarencea, in sinom Edvarda III. Po boju pod grofom Arundelom se je Dalyngrigge pridružil družbi sira Roberta Knollsa, razvpitega poveljnika, ki je bil slaven po tem, da je po ropanju in plenjenju dobil 100.000 zlatih kron d kot plačanec. Kot član  družbe je Dalyngrigge zaslužil denar za gradnjo gradu Bodiam in se vrnil v Anglijo leta 1377.
Pogodba iz Brugesa (1375) je za dve leti zagotovila mir, vendar so se po tem roku spopadi med Anglijo in Francijo obnovili. Leta 1377 je Edvarda III. nasledil Rihard II. Med vojno sta se Anglija in Francija borili za nadzor nad Rokavskim prelivom z napadi na obeh obalah. Zaradi obnovljene sovražnosti je parlament izglasoval, da se denar porabi za obrambo in utrditev angleške južne obale, ki so jo postavili v Kentu v pričakovanju francoskega vdora. Dalyngrigge je sodeloval tudi pri zatiranju kmečkega upora leta 1381. Dvorec Bodiam je leta 1383 dobil listino, ki je omogočala tedenski trg in letni sejem. Leta 1385 se je flota 1200 različnih plovil zbrala in odplula čez Rokavski preliv v Sluys v Flandriji. Prebivalstvo južne Anglije je bilo panično. Pozneje istega leta je Edward Dalyngrigge dobil dovoljenje za okrepitev svojega dvorca. 

## Gradnja in uporaba
Dovoljenje, ki ga je Rihard II. podelil Dalyngriggeu, mu je omogočilo, da je utrdil obstoječi dvorec, a je izbral nov kraj za gradnjo gradu. Gradnja je bila končana v eni fazi, zato je večina gradu v istem slogu. Arheolog David Thackray sklepa, da je bil grad Bodiam zgrajen hitro, verjetno zaradi grožnje Francozov. Kamnite gradove je bilo zamudno in drago graditi. [13] Dalyngrigge je bil poveljnik pristanišča Brest v Franciji od 1386 do 1387, zato je bil verjetno odsoten v prvih letih gradnje gradu. [10] Star dvorec je zamenjal z novim gradom kot glavno prebivališče in upravno središče. To se ni zgodilo, ko je bil grad končan, vendar Thackray meni, da je bilo to pred letom 1392; Dalyngrigge ni dolgo živel v končanem gradu, saj je umrl leta 1395.
Danlyngriggeevo naselje, vključno grad, je podedoval njegov sin John Dalyngrigge. Tako kot njegov oče je tudi John užival naklonjenost kralja in je bil "kraljevi vitez". Leta 1400 je prejemal kraljevo letno nadomestilo v višini 100 mark. Umrl je 27. septembra 1408; njegova volja je bila, da njegovo premoženje pripade njegovi vdovi Alice. John in Alice nista imela otrok, tako da so ob njeni smrti leta 1443 posestva in grad pripadli Richardu Dalyngriggeu, Johnovemu bratrancu. Richard je umrl brez oporoke, tako da so posestva leta 1470 prenesli na Richardovo sestro Philippo. Bila je poročena s sirom Thomasom Lewknorjem iz vidne susseške družine, ki je imela v lasti zemljišča po vsej državi. 
Sir Thomas Lewknor je bil podpornik rodbine Lancaster v vojni dveh rož, ki se je začela leta 1455. Ko je Rihard iz rodbine York leta 1483 zasedel prestol kot Rihard III., je bil Lewknor obtožen izdaje in zbiranja oboroženih mož v jugovzhodni Angliji. Novembra 1483 sta Lewknorjev stric in Thomas Howard, grof Surreyski, dobila dovoljenje za obdavčitev moških in obleganje gradu Bodiam, kjer je bil Thomas Lewknor. Thackray meni, da se je Lewknor predal brez večjega odpora. Njegovo premoženje je bilo zaplenjeno in Nicholas Rigby je postal stražnik (constable) gradu. Po ustoličenju Henrika VII. na angleškem prestolu je bila obsodba preklicana in grad Bodiam je bil vrnjen družini Lewknor. Do leta 1542 ji niso bila vrnjena vsa okoliška zemljišča. Družina je bila lastnica gradu več generacij. Dedovanje gradu je razvidno za vse 16. in 17. stoletje, ni pa podatkov, kako je bil uporabljen in ali je družina preživela veliko časa v njem.
Po smrti sira Rogerja Lewknorja leta 1543 so bile njegove posesti razdeljene med njegove potomce, grad in dvorec pa razdvojena. John Levett iz Salehursta je grad kupil leta 1588. Leta 1623 je večino posestva Bodiam kupil sir Nicholas Tufton, pozneje grof Thanetski. Njegov sin John Tufton, 2. grof Thanetski, je dedoval po Nicholasovi smrti leta 1631; John Tufton je združil posest gradu in dvorca leta 1639. John Tufton je bil med angleško državljansko vojno podpornik rojalistov in je vodil napad na Lewes ter bil vpleten v poraz rojalistov pri Haywards Heathu. Parlament je zasegel nekaj njegovih zemljišč leta 1643 in še več leta 1644. [19] [20] Za pomoč pri plačilu globe je marca 1644 Tufton prodal grad Bodiam za 6000 £ (danes 930.000 £) poslancu Nathanielu Powllu. 

## Ruševine
Po državljanski vojni je Karel II. Powlla imenoval za baroneta. Čeprav ni zapisano, kdo je grad Bodiam namerno uničil, je verjetno, da je bil uničen po tem, ko ga je kupil Powell. Med državljansko vojno in po njej so uničili veliko gradov, da bi preprečili ponovno uporabo. Včasih so poskrbeli, da po nepotrebnem niso bili povsem uničeni. Pri Bodiamu se je zdelo dovolj, da so uničili barbakan, mostove in zgradbe znotraj kompleksa. Ko je leta 1674 ali 1675 Nathaniel Powell umrl, je grad prešel na sina, tudi Nathaniela. Po njem je postala lastnica Elizabeth Clitherow, njegova snaha.
Leta 1722 je grad kupil sir Thomas Webster. Več kot stoletje je bil grad in z njim povezan dvorec last družine Webster. V tem obdobju je zaradi svoje povezave s srednjim vekom grad postal priljubljen in privabljal prve turiste. Prve risbe gradu Bodiam so nastale sredi 18. stoletja, ko je bil prikazan kot propadel in porasel z bršljanom. Ruševine in srednjeveške stavbe so bile navdih za oživljanje gotske arhitekture in obnovo starih objektov.
Tretji sir Godfrey Webster je začel iskati kupce za grad leta 1815 in leta 1829 mu ga je končno uspelo prodati skupaj z 10 ha okoliške zemlje "Mad Jacku" Fullerju za 3000 £ (danes 240.000 £). Fuller je popravil enega od stolpov, dodal nova vrata in odstranil kočo, ki je bila zgrajena znotraj gradu v 18. stoletju; grad je kupil, da bi preprečil družini Webster, da bi ga razgradila in ponovno uporabila kot material. George Cubitt, kasneje baron Ashcombe, je kupil grad in 97.000 m² od Fullerjevega vnuka leta 1849 za več kot 5000 £ (danes 470.000 £). Cubitt je nadaljeval prenovo, ki jo je začel Fuller. Leta 1864 je naročil podroben pregled gradu in se zavezal za popravilo stolpa v jugozahodnem kotu objekta, ki je skoraj v celoti propadel. Ker so bile takrat modne ruševine, zajete v bršljan, bršljan ni bil odstranjen kljub škodljivemu učinku na zid, ostala so tudi drevesa, ki so  zrasla na dvorišču. 
Lord Curzon je odločil, da "tako redek zaklad, [kot je grad Bodiam], ne bi smel biti izgubljen v naši državi, niti oskrunjen z nespoštljivo roko".  Curzon je opravil poizvedbe o nakupu gradu, vendar ga Cubitt ni želel prodati. Po Cubittovi smrti se je Curzonu uspelo dogovoriti s Cubittovim sinom in leta 1916 je kupil grad in njegove posesti. Curzon je začel preiskave leta 1919 in z arhitektom Williamom Weirjem obnovil dele gradu. Jarek, v povprečju približno 1,5 m globok in 2,1 m globok v jugovzhodnem kotu, je izčrpal in odstranil 0,9 m blata in mulja. Med izkopavanji so odkrili prvotne temelje mostov do gradu. Žive meje in ograje so odstranili in zagotovili pogled na grad. Izkopavanja so izvedli tudi v notranjosti in odkrili kleti v jugozahodnem stolpu. Rastlinstvo so odstranili, kamen popravili in prvotni tlak je bil ponovno viden. Zgrajena je bila hiša kot muzej za prikaz najdb iz izkopavanj in dom za skrbnika. Grad Bodiam je leta 1925 prevzel v upravljanje National Trust. 
National Trust je nadaljeval obnovitvena dela, dodal nove strehe na stolpe in vhodno poslopje. Izkopavanja so se nadaljevala leta 1970 in jarek je bil ponovno izsušen. Kraljeva komisija za zgodovinske spomenike v Angliji je izvedla raziskavo o zemeljskih delih okoli gradu leta 1990. Grad je zaščiten kot spomenik , kar pomeni, da je "nacionalno pomembna" zgodovinska stavba in arheološko najdišče, in zaščiteno pred nepooblaščenimi spremembami.  Prav tako je na seznamu zgradb I. razreda  in priznan kot mednarodno pomembna struktura.  Danes je grad odprt za javnost. Po mnenju zgodovinarja Charlesa Coulsona je grad "priljubljen ideal srednjeveškega gradu". 

## Arhitektura

### Položaj in pokrajina
Kraj gradu je bil domnevno izbran zaradi zaščite južne obale Anglije pred napadi Francozov. Kraljeva komisija za zgodovinske spomenike je ugotovila, da je bil nenavadno postavljen, če bi bilo to res, saj je daleč od srednjeveške obale. 
Okolica gradu je bila urejena že, ko je bil zgrajen. Arheologa Oliver Creighton in Robert Higham sta opisala Bodiam kot enega najboljših primerov urejanja okolice, ki poudari grad. Območje vode je bilo prvotno obsežno, a je ohranjen le obrambni jarek skupaj z zemeljskimi deli, ki so ostala po njegovi gradnji. Približno pravokoten jarek napaja več izvirov, nekateri celo v njem [42], zaradi česar so imeli težave pri izkopavanju leta 1930. Jarek je preprečeval napadalcem dostop do temeljev grajskih zidov, pri Bodiamu pa je imel tudi učinek, da je bil grad videti večji in veličastnejši, osamljen v pokrajini. Jarek ima zdaj le okrasno vlogo. Pristop h gradu prek jarka in bližnjih ribnikov je posreden, kar obiskovalcem daje čas za ogled gradu v vsem njegovem sijaju. Vojaški zgodovinar Cathcart King opisuje pristop kot mogočen in ga primerja z gradovi Edvarda I. v Walesu, na primer z gradom Caerphilly. 
Grad leži približno v sredini jarka. Poterna, pomožna vrata, na zadnji strani so bila priključena na južnem bregu jarka z dvižnim mostom in dolgim lesenim mostom. Glavni vhod na severni strani gradu je danes povezan s severnim bregom z lesenim mostom, vendar je prvoten dostop imel dva mostova: enega pri glavnem vhodu na otok v jarku in drugega, ki je povezal otok na zahodnem bregu. Večina delov mostu je statična, razen na delu, ki je najbližje zahodnemu bregu, ki je bil dvižni most. Otok v jarku se imenuje Oktagon in izkopavanja na njem so odkrila sanitarije, kar kaže, da je lahko prišel stražar na otok. Oktagon je bil priključen na barbakan z mostom, verjetno dvižnim. Grajskih 28 stranišč je bilo odvajanih neposredno v jarek, kar bi po besedah arheologa Matthewa Johnsona bila dejansko "odprta kanalizacija". 

### Zunanjost in vhod
Grad Bodiam je približno kvadratne oblike. Grad z osrednjim dvoriščem in zgradbami na kurtini je bila značilnost grajske arhitekture v 14. stoletju. Bodiam je opisal vojaški zgodovinar Cathcart King kot najbolj popolno ohranjen primer štirioglatega gradu. Okrogli stolpi so na vsakem od štirih vogalov, kvadratni osrednji stolp na jugu, vzhodu in zahodu obzidja. Glavni vhod je vhodno poslopje z dvema stolpoma v severni steni gradu. Drugi vhod je na jugu; poterna vrata s kvadratnim stolpom sredi južne stene. Stolpi so trinadstropni, višji od kurtine in zgradb v gradu, ki imajo dve nadstropji.
Med Oktagonom in glavnim vhodnim poslopjem je bil v severni steni barbakan; ohranjen je le kos v zahodni steni, čeprav je bila struktura prvotno dve nadstropji visoka. Ohranjena konstrukcija ima režo za dvižna vrata za barbakan v severnih vratih, čeprav ni tečajev za vrata. Temelji sanitarij kažejo, da je bilo drugo nadstropje prostor za bivanje, verjetno soba stražarja. Risbe iz poznega 18. stoletja kažejo, da je v pritličju še vedno barbakan, in podrobnosti, kot so oboki v notranjosti prehodov. 
Vhodno poslopje v grajskem severnem delu obzidja ima tri nadstropja; danes statičen most je bil prvotno povezan z barbakanom z dvižnim mostom. Vrh vhodnega poslopja ima mašikule, pristop pa so nadzorovali skozi strelnice v stolpih. Vhodno poslopje je le del gradu, ki ima strelnice, krtina in stolpi so posuti z njimi. V pritličju in kleti pod njimi so bile stražarnice. Prehod je prvotno imel tri lesena dvižna vrata. Nad vhodnim prehodom je lok v prehodu, čeprav ne vodi nikamor. Strop prehoda skozi vhodno poslopje je obokan in preboden z morilskimi luknjami. Te luknje so najverjetneje uporabljali za metanje predmetov na napadalce, podobno kot mašikule za zlivanje tekočin.
Tik nad vrati so v reliefu vklesani v lok trije grbi; od leve proti desni so grbi družin Wardeux, Dalyngrigge in Radynden. Družina Wardeux je bila družina žene Edvarda Dalyngriggea; družina Radyndens je bila v sorodu z družino Dalyngrigge. Nad grbi je čelada z enorogovo glavo s perjanico. Trije grbi krasijo tudi poterna vrata; srednji grb je grb sira Roberta Knollsa, ki se je z Edvardom Dalyngriggeem boril v stoletni vojni, druga dva sta prazna. 

### Notranjost
Čeprav je zunanjost gradu Bodiam večinoma ohranjena, je notranjost izgubljena. Stanovanjske zgradbe v gradu so bile ob kurtini in še dovolj ohranjene, da so lahko sestavili načrt gradu. Struktura je bila razdeljena na ločene bivalne prostore gospodarja in njegove družine, visoke goste, posadko in služinčad. Območje južno od gradu so sestavljali viteška dvorana, kuhinje in pripadajoči prostori. Viteška ali velika dvorana je merila 7,3 krat 12,2 m in bila tako visoka kot kurtina. Na zahodu viteške dvorane sta bili shramba in vinska klet. Trije stoječi loki so dostop do različnih prostorov, shramb, vinske kleti in kuhinje, ki je bila na skrajnem zahodu južnega območja. Ta postavitev je bila značilna za velike srednjeveške objekte. Viteška dvorana je bila družabno središče gradu in prostor, v katerem je gospodar zabaval goste. Vinska klet in shramba sta zasedali spodnje nadstropje, zgoraj je bil prostor za neznane namene. Vinska klet se je uporabljala za shranjevanje piva in vina, medtem ko so v shrambi hranili potrebščine za kuhinjo. Da bi preprečili požar zaradi toplote v kuhinji, je bila ta tako visoka kot kurtina in je lahko vsrkala toploto. V jugozahodnem stolpu je bil tudi vodnjak.
Ob vzhodni steni so bili kapela, hodnik ter predprostor. Za ureditev kapele so v kurtino v bližini severovzhodnega vogala dozidali 2,7 m. Takoj južno od kapele je bilo glavno stanovanje za gospodarja in njegovo družino. Stavbe so imele dve nadstropji in imele klet. Točen razpored prostorov ni jasen.
Vzdolž zahodnega zidu sta bili dodatna dvorana in kuhinja; ni jasno, za kaj sta se uporabljali. Dvorana za spremstvo ni imela okna na zahodni strani in je bila temnejša kot viteška dvorana. Medtem ko je imela viteška dvorana velik kamin, ga ta ni imela. Nad to dvorano v pritličju je bila soba brez kamina, a se ne ve, za kaj so jo uporabljali. 
Vzhodno od glavnega vhodnega poslopja je bila dvonadstropna zgradba s kletjo. Klet se je verjetno uporabljala za skladiščenje, medtem ko sta bili zgornji dve nadstropji predvideni za namestitev. Namen zgradb ob zahodnem delu severnega kraka je negotov. Morda so jih uporabljali kot hlev, vendar ni odtoka, ki je običajno povezan s hlevom. Stolp na severozahodnem delu gradu je imel stranišča in kamin na vsaki od treh nadzemnih etaž in klet. 